# Csanádpalota
Csanádpalota (rumänska: Palatul Cenad) är en stad och kommun i distriktet Makó i provinsen Csongrád-Csanád i sydöstra Ungern. Den ligger vid gränsen till Rumänien. Kommunen har 2 479 invånare (2024), på en yta av 77,97 km². Motorvägen M43 som binder ihop Ungern och Rumänien går förbi Csanádpalota.